# Menno Vanderghote
Menno Vanderghote (1985) is een Belgisch voormalig acro-gymnast. 

## Levensloop
Op de Wereldspelen van 2009 in het Taiwanese Kaohsiung behaalde hij samen met Julie Van Gelder zilver in de discipline 'gemengd paar'. Tevens behaalde het duo dat jaar tweemaal goud (allround en balans) en eenmaal zilver (tempo) op de Europese kampioenschappen in het Portugese Vila do Conde. Ook wonnen ze tweemaal (2009 en 2010) de internationale wedstrijd 'Stars above the Boug River' in Oekraïne.
In 2010 zette hij een punt achter zijn sportieve carrière.